# Darla (Angel)
Darla conocido en América Latina y en España como Darla. Es el séptimo episodio de la segunda temporada de la serie de televisión estadounidense Ángel. Escrito y dirigido por Tim Minear. El episodio se estrenó originalmente el 14 de noviembre del año 2000 por la WB Network. En este episodio Ángel continua con su obsesión con Darla hasta que se da cuenta de que la misma está siendo carcomida por la culpa de recuperar su alma.   

## Argumento
Ángel continua representando su obsesión por Darla al realizar varios dibujos de su creadora, algo que preocupa mucho a Wesley. Mientras en tanto en W&H Darla está comenzando a ser acosada lentamente por los recuerdos de su pasado: 
En 1609 en la Colonia de Virginia, una humana Darla está muriendo de sífilis como resultado de su vida como prostituta. Al lugar lleva El Maestro quien toma su vida y la convierte en un vampiro.
En 1760 Darla lleva a Ángelus ante El Maestro para mostrarle su maravillosa y nueva creación. El neófito no puede evitar se irrespetuoso ante el Maestro y orilla a Darla al dejar a su creador por él. En 1880, mientras pasean por las calles de Londres, Ángelus, Darla y una convertida Drusilla tropiezan con un hombre llamado William, quien después es convertido por Drusilla como un rudo vampiro llamado Spike.
En 1898, Darla amenaza a un gitano con asesinar a su esposa e hija con tal de revocar la maldición sobre Ángelus. De repente del carruaje sale un satisfecho Spike que ya ha asesinado a la familia, frustrada Darla le rompe el cuello al hombre.
Durante la rebelión China, Ángel rastrea a Darla hasta Asia con tal de volver a gobernar juntos como antes. No obstante Darla se enfurece con él cuando descubre que su amado se alimenta de ratas y que intentó ocultar a una familia de ella. Ángel se disculpa y alega que cambiará por ella, Darla está de acuerdo y le ofrece matar a la bebé de la familia con tal de ganarse su confianza. Ángel rehúsa y huye con la niña. 
En el presente, Darla empeora mentalmente con cada instante que pasa y escapa de Wolfram&Hart al noquear a Lindsey y matar accidentalmente a un guardia mientras se comunicaba desesperadamente con Ángel. Mientras tanto Ángel trata de convencer a su equipo de rastrear a Darla y ayudarla con sus problemas a pesar de que el resto del equipo desconfían de la misma por estar trabajando con la firma de los abogados. Cuando Ángel recibe la llamada de Darla pidiéndole ayuda, el vampiro ataca a Lindsey en el estacionamiento. El abogado le revela que Darla fue atrapada por los hombres de la firma y le da la dirección del lugar que se usa para castigar a las personas.    
Ángel consigue salvar a Darla de ser ejecutada por los hombres de W&H y la lleva hasta el hotel Hyperion. En W&H Lindsey es reprendido por Holland quien le revela que Darla no mató al guardia y que la hicieron creer que estaba en peligro para que Ángel esta a solas con ella y haga con la misma lo que "debió hacer desde el principio".
En el Hyperion Darla trata de convencer a su creación de convertirla en una vampiresa de nuevo, pero Ángel rehúsa explicándole de alma a alma que solo la condenaría y que como humana tiene una segunda oportunidad. Furiosa, Darla huye del Hyperion.

## Elenco
- David Boreanaz como Ángel.
- Charisma Carpenter como Cordelia Chase.
- Alexis Denisof como Wesley Wyndam Pryce.
- J. Agust Richards como Charles Gunn.

## Producción
El compositor Robert J. Kral dijo que este es su episodio favorito, pues le permitió escribir muchos temas diferentes para el personaje Darla. El director Tim Minear le pidió que escribiera música que fuera "atrevida. Algo con cuernos...algo Wagnerish."  Kral y el compositor de Buffy Thomas Wanker deliberadamente escogieron no cooperar, así que la línea entre las distintas escenas "mantendrían una perspectiva diferente," dice Kral.
El diseñador de producción Stuart Blatt dijo que las escenas flashback de la Rebelión China en este episodio y en "Fool for Love" fueron filmadas en un rancho de película en un set de una aldea Mexicana. "Mientras investigábamos," dice Blatt, "nos dimos cuenta que muchas ciudades chinas se parecen a pequeñas aldeas mexicanas...las estructuras de arcilla con techos de paja o azoteas de torres." Gaffer Dan Kerns explica que para simular las calles quemándose, su equipo creó numerosas 'cajas parpadeantes' que "hacen pulsos parecidos a flamas", para simular a su vez una luz de luna"  con cherry picker"-como máquinas.

### Actuación
La actriz Julie Benz dijo que las escenas flashback son "los puntos altos" de interpretar a Darla; su escena favorita es la rebelión china. La novia de Gaffer Dan Kerns, Heidi Strickler aparece en una escena, interpretando a la madre asustada en el callejón que Ángel trata de ocultar.

### Redacción
Este episodio fue el debut directoral del escritor Tim Minear. El comento que era hora de explorar el pasado de Darla, que "debería ser su historia con Ángel a través de los 150 años que estuvieron juntos." Cuando Joss Whedon apuntó que ya se encontraba en realización de los orígenes de Spike en la serie Buffy la cazavampiros, Minear sugirió que se hicieran ambos.  
Aunque este episodio muestra la historia romántica de Ángel y Darla, Minear advirtió, "en ningún momento intento mostrar al verdadero amor de Angel. Es más parecida a la obra Who's Afraid of Virginia Woolf?; este matrimonio viejo, y en problemas con secretos. No quería tocar el tema de Buffy en su corazón en ningún momento. Pero aquí solo hay un sujeto que ha andado por ahí por unos cientos de años antes de conocer a Buffy y en cierto se sentido se reformó de alguna forma." El explica que a pesar del escándalo del retconning que los fanáticos — notaron en el episodio de Buffy "Becoming, Part One" en el que Ángel vivía en las calles de New York antes de los 90 — el no cree que Ángel fue "arrojado de esa habitación en Romania por Darla en 1898 y que ha estado en las calles desde entonces."
Minear compara la narración de este episodio como la introducida en la película Tiempos Violentos de Quentin Tarantino: "Es una historia diferente ocurrida en el mismo universo."

## Continuidad
- Este episodio revela la vida pasada de Darla antes de convertirse en una vampiresa en la serie. Incluso se menciona que su verdadero nombre no es Darla y que ni siquiera ella lo recuerda.
- Este es el único episodio que reúne a los vampiros Ángel/Ángelus, Spike, Drusilla y El Maestro en un solo episodio.
- Se produce un crossover con Buffy: Los recuerdos de Darla sobre la rebelión China son contados desde la perspectiva de la misma, a diferencia de los contados por Spike en Fool for Love.

## Recepción
Este episodio ganó un "Best Period Hair Styling in a Series" en la Hollywood Makeup Artist y la Hair Stylist Guild Awards. Joss Whedon lo llamoa como su episodio favorito de todos los tiempos, durante una entrevista del "Attack of the Show".